# Space Transportation System

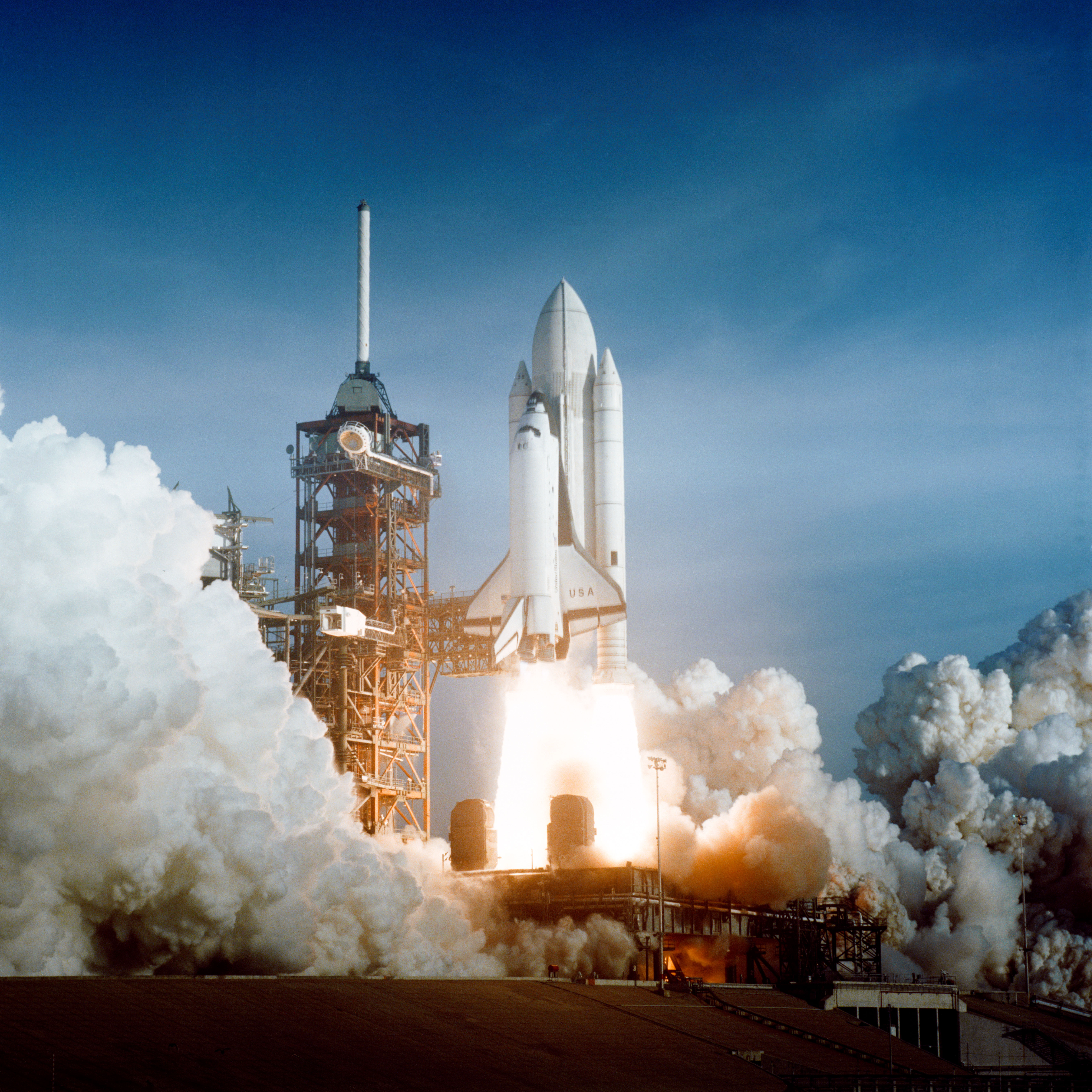
Start promu Columbia w 1981 roku podczas pierwszej misji amerykańskiego promu kosmicznego. Zbiornik był pokryty białą powłoką FRL tylko dla dwóch pierwszych startów. Od STS-3 zbiornik nie był pokrywany powłoką, aby zmniejszyć jego masę.

Space Transportation System (STS) – System Transportu Kosmicznego – program załogowych lotów kosmicznych zrealizowany przez NASA odbywanych za pomocą wahadłowców kosmicznych (ang. Space Shuttles) rozpoczęty lotem promu Columbia 12 kwietnia 1981 roku, a zakończony 21 lipca 2011 roku lądowaniem wahadłowca Atlantis w misji STS-135.
Amerykański system STS składał się z trzech elementów:
1. zbiornika zewnętrznego (ang. External Tank – ET), który podaje paliwo do głównych silników promu (ang. Space Shuttle Main Engines – SSME),
2. dwóch rakiet dodatkowych na paliwo stałe (ang. Solid Rocket Boosters – SRB),
3. orbitera, czyli samego wahadłowca.

## Historia

### Rozpoczęcie projektu

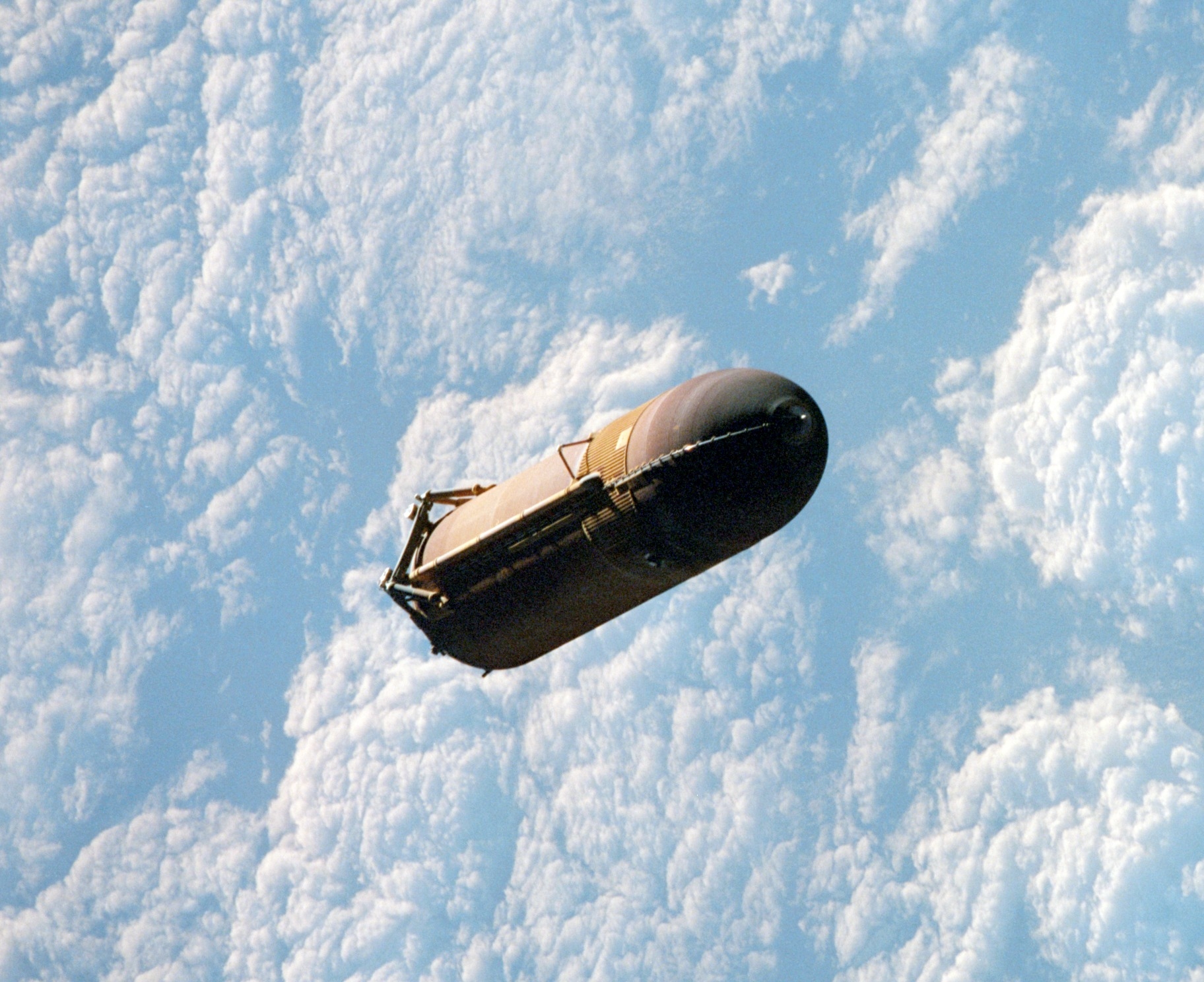
Odrzucony zbiornik paliwa wahadłowca

Początki amerykańskiego programu wahadłowca kosmicznego sięgają końca lat 60. i początku lat 70. XX wieku. Wraz z końcem rozwoju programu Apollo NASA poszukiwała nowego celu. Jedną z głównych myśli jaką kierowała się agencja, była chęć stworzenia pojazdu wielokrotnego użytku, który byłby zdolny do wynoszenia ładunków i misji załogowych na orbitę okołoziemską oraz stanowiłby podstawę do rozwoju kolejnych misji na Księżyc, a także umożliwił budowę stacji orbitalnej i zrealizowanie podróży na Marsa. W tym samym czasie Siły Powietrzne Stanów Zjednoczonych zajęte były rozwojem podobnego projektu pod nazwą X-20 Dyna-Soar. Kurczący się budżet NASA doprowadził jednak do konieczności wprowadzenia cięć. W ramach szukania oszczędności zrezygnowano z planów misji na Marsa, pozostawiono natomiast budowę promu kosmicznego oraz stacji orbitalnej. Szybko jednak zorientowano się, że zrealizowanie obu celów, ze względu na ograniczenia finansowe, nie będzie możliwe. Środki zostały zarezerwowane na budowę promu. W niedługim czasie NASA, która koniecznie chciała zachować jak najwięcej programów badawczych, zwróciła się do Sił Powietrznych z propozycją współpracy. USAF zgodziły się uczestniczyć w programie, postawiły jednak duże wymagania przed konstrukcją, wynikające z chęci jej używania do wynoszenia ciężkich satelitów szpiegowskich (o masie około 18 ton) na orbity okołobiegunowe, które wymagają większego udźwigu rakiety niż standardowe orbity. Dodatkowo orbiter powinien się cechować dużą zdolnością do manewrowania, co umożliwiłoby lądowanie w wielu miejscach na terenie kraju. Do osiągnięcia tych założeń potrzebna była duża powierzchnia nośna, co przekładało się na konieczność konstrukcji większych i cięższych skrzydeł. Nie mogły być one jednak za długie, gdyż ich rozpiętość ograniczona była przez ściśle ustalony, maksymalny dopuszczalny wymiar poprzeczny. Odpowiednio dużą powierzchnię można było osiągnąć tylko dzięki układowi skrzydeł delta, które są znacznie masywniejsze. Kolejno każdy wzrost masy orbitera wymagał odpowiedniego zwiększenia udźwigu dolnego stopnia rakiety nośnej. Planowany system dwustopniowy urósł przez to do rozmiarów większych od rakiety Saturn V przy jednocześnie, znacznie bardziej skomplikowanej konstrukcji. Koszty urosły niebotycznie.
Przeciwnicy wahadłowców optowali za tańszym gotowym rozwiązaniem. Proponowali użycie rakiet Saturn V wraz z modułami Gemini do budowy i utrzymywania stacji orbitalnej. Druga strona ripostowała, że przy zakładanej, odpowiednio dużej liczbie lotów pojazdów wielokrotnego użytku, koszty będą znacznie niższe niż używanie jednorazowych rakiet. Zakładana liczba startów (średnio jeden lub dwa tygodniowo) nie mogła zostać wykorzystana przez kontrakty USAF i NASA. Dlatego zaproponowano, by wszystkie przyszłe amerykańskie loty kosmiczne przeprowadzane były przy użyciu wahadłowców. Wymagało to, aby koszt wyniesienia jednego kilograma ładunku na orbitę był niższy w przypadku promów kosmicznych niż koszt użycia jakiegokolwiek innego systemu.
W tym czasie NASA starała się zapewnić stabilne, minimum pięcioletnie, finansowanie projektu. Ówczesne realia wyglądały jednak zupełnie inaczej niż wymagały tego plany agencji. Rosnąca inflacja oraz wojna wietnamska doprowadziły do dużych cięć w budżecie. Postawienie wszystkiego na jedną kartę uniemożliwiło skreślenie projektu, gdyż w takim przypadku równałoby się to z całkowitym brakiem lotów załogowych aż do początku 1980. Starano się rozłożyć finansowanie badań i konstrukcję na dłuższy okres. Nie było to jednak praktyczne, gdyż nie można zbudować połowy rakiety teraz, połowy później i testować każdy z fragmentów osobno. W konsekwencji wielokrotnie przeprojektowywano prom. Zrezygnowano z możliwości ponownego wykorzystywania wszystkich elementów, gdyż taki układ, praktycznie niewykonalny, był równocześnie bardzo kosztowny i nie miał szans na opłacalność. Zdecydowano się na konstrukcję z zewnętrznym zbiornikiem paliwa (ET, ang. External Tank), która była tańsza w budowie i umożliwiała zabieranie większego ładunku. Metoda ta wymagała jednak każdorazowego wyrzucania zbiornika.
Ostatecznym punktem spornym była konstrukcja silników dodatkowych. Zastanawiano się nad użyciem dolnego członu rakiety Saturn V, nad konstrukcją jednego dużego silnika na paliwo stałe oraz nad zbudowaniem dwóch mniejszych. Ostatecznie wygrał model oparty na dwóch rakietach na paliwo stałe (SRB, ang. Solid Rocket Booster) umieszczonych po obu stronach zewnętrznego zbiornika paliwa (ET). Rakiety takie są znacznie tańsze w konstrukcji, prostsze i przez to bardziej niezawodne od ich odpowiedników na paliwo płynne.

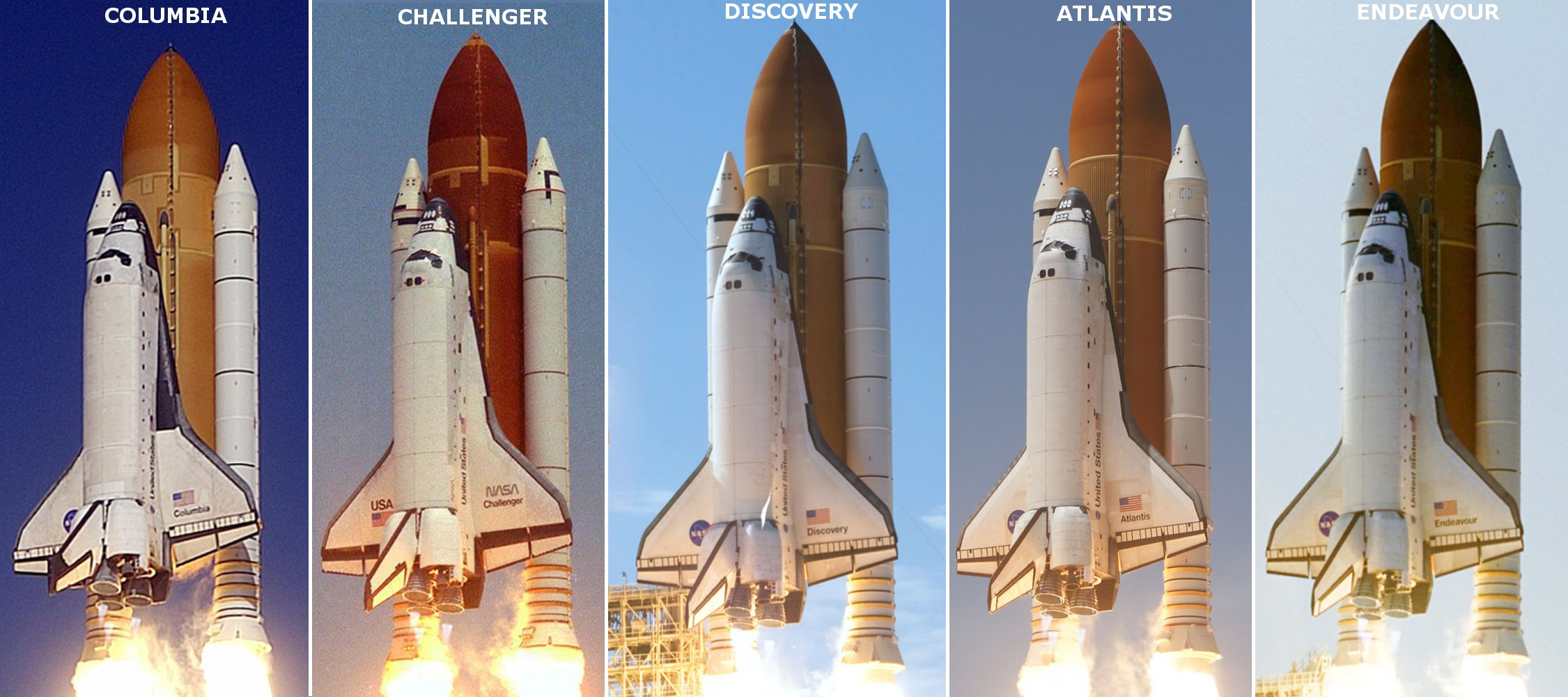
Kolejno od lewej do prawej: Columbia, Challenger, Discovery, Atlantis i Endeavour. Nie zamieszczone na zdjęciu: Enterprise oraz Pathfinder.

### Budowa
Projekt został ogłoszony 5 stycznia 1972 roku za prezydentury Richarda Nixona. Pierwszy gotowy orbiter używany do celów testowych został przedstawiony 17 września 1976 roku. Początkowo planowano nazwać go Constitution, jednak na skutek interwencji fanów serialu Star Trek, którzy zasypali agencję listami, ostatecznie zmieniono ją na Enterprise. Orbiter ten nigdy nie poleciał w kosmos, a obecnie jest eksponatem w National Air and Space Museum w Waszyngtonie.
Pierwszym w pełni funkcjonalnym wahadłowcem była Columbia. Została ona dostarczona do Centrum Lotów Kosmicznych im. Kennedy’ego 25 marca 1979 roku. W swój dziewiczy lot poleciała w misji STS-1 12 kwietnia 1981 roku. Drugim zbudowanym statkiem był Challenger, dostarczony w lipcu 1982. Następnym Discovery, dostarczony w listopadzie 1983 roku. Kolejnym Atlantis, dostarczony w kwietniu 1985. Po katastrofie promu Challenger 28 stycznia 1986 roku, z pozostałych części, które miały służyć jako zapasowe dla dotychczasowej floty, zbudowano prom Endeavour, który dostarczono do centrum lotów w maju 1991 roku. Katastrofa wahadłowca Columbia 1 lutego 2003 roku uziemiła pozostałe jednostki i postawiła pod znakiem zapytania ich dalsze losy. W czasie przerwy w lotach przeprowadzono Program Powrotu do Lotów (Return To Flight), w czasie którego przeprowadzono analizę przyczyn katastrofy Columbii i przedstawiono metody wykrywania uszkodzeń kadłuba oraz metod jego naprawy podczas pobytu na orbicie. Pierwszym lotem po tej przerwie był lot promu Discovery (misja STS-114) 26 lipca 2005.

## Start
Po odpaleniu trzech głównych silników promu następuje sprawdzenie poprawności ich funkcjonowania i w momencie gdy osiągną one 90% swojej maksymalnej mocy, następuje uruchomienie dwóch pomocniczych silników rakietowych na paliwo stałe (SRB). Uruchomione rakiety na paliwo stałe nie mogą już zostać wyłączone.

### Sytuacje awaryjne
Na wypadek różnorodnych awarii podczas startu promu kosmicznego przygotowano schematy awaryjne, umożliwiające bezpieczny powrót promu i załogi na Ziemię. Spośród pięciu możliwych zastosowano tylko jeden wariant w trakcie ósmej misji promu Challenger (STS-51-F).
Możliwości przerwania startu:
- Powrót na miejsce lądowania (ang. Return To Launch Site (RTLS)) – nigdy nie wypróbowany, obejmuje zawrócenie promu w trakcie działania głównych silników promu, następnie odrzucenie zewnętrznego zbiornika paliwa i wylądowanie lotem ślizgowym na lądowisku KSC.
- Lądowanie w innym miejscu niż KSC (ang. East Coast Abort Landing (ECAL)) – nie zastosowany.
- Lądowanie na innym kontynencie (ang. Transoceanic Abort Landing (TAL)) – nie zastosowany.
- Lądowanie po jednokrotnym okrążeniu Ziemi (ang. Abort Once Around (AOA)) – nie zastosowany.
- Abort to Orbit (ATO) – schemat zastosowany podczas misji STS-51-F; mimo to misja została uznana za sukces.

W przypadku zastosowania schematu ECAL wyznaczono następujące lądowiska awaryjne:
- na terenie Stanów Zjednoczonych – Wilmington w Karolinie Północnej, MCAS Cherry Point w Karolinie Północnej, NAS Oceana, lądowisko w Wallops Flight Facility, w stanie Virginia, Baza Lotnicza Dover, Atlantic City w stanie New Jersey, lądowisko Gabreski w stanie Nowy Jork, Otis ANGB, Pease International
- na terenie Kanady – Halifax, Stephenville, St. John’s, Gander oraz w bazie lotniczej Goose Bay.

Plan stosowania schematu TAL zakładał podjęcie decyzji w czasie T+2:30 min (2 minuty 30 sekund po starcie promu) z koniecznością wyłączenia silników w czasie T+8:30 min. Dwa miejsca awaryjnego lądowania były wybierane i przygotowywane jeszcze przed startem promu. Na liście potencjalnych lądowisk znajdowały się: baza lotnicza w Istres we Francji; Międzynarodowy Port lotniczy Bandżul na terenie Gambii oraz Baza Lotnicza w Saragossie i w Morón, obie na terenie Hiszpanii.
Lądowiska, które mogły być wykorzystane w pozostałych schematach awaryjnych, to:
- w Portugalii – Lajes, Beja,
- na terenie Islandii – Keflavik,
- na terenie Irlandii – Międzynarodowy Port Lotniczy Shannon,
- na terenie Wielkiej Brytanii – RAF Fairford,
- na terenie Niemiec – Port lotniczy Kolonia/Bonn,
- na terenie Turcji – Ankara,
- na terenie Arabii Saudyjskiej – Rijad,
- na atolu Diego Garcia na Oceanie Indyjskim.

W przypadku braku możliwości osiągnięcia któregokolwiek z wyznaczonych lądowisk, orbiter mógł teoretycznie lądować na wodzie lub w innym miejscu, aczkolwiek taka sytuacja dawałaby załodze bardzo małe możliwości przeżycia.
W obu dotychczasowych katastrofach żaden ze schematów nie mógł zostać zastosowany. W katastrofie promu Challenger oderwanie się jednej z rakiet na paliwo stałe spowodowało dezintegrację zespołu wahadłowca. W przypadku promu Columbia, który rozpadł się w górnych warstwach atmosfery, załoga nie miała możliwości bezpiecznego opuszczenia kabiny z powodu dużej prędkości pojazdu.

## Ocena projektu
Jednym z głównych motorów budowy wahadłowca była chęć stworzenia systemu wynoszącego ciężkie ładunki na orbitę okołoziemską, który przez możliwość wielokrotnego użycia tych samych elementów byłby bardziej opłacalny niż klasyczne rakiety. Paradoksalnie osiągnięcie tego celu doprowadziło do ogromnego wzrostu kosztów związanych m.in. z zapewnieniem bezpieczeństwa powrotu pojazdom i utrzymaniem całej infrastruktury. Wymagania postawione przed promem kosmicznym okazały się niezwykle trudne do spełnienia.

### Ładowność
Maksymalna masa ładunku, jaki mógł zostać dostarczony na niską orbitę okołoziemską przez wahadłowiec, to 28 800 kg. Dla porównania rakieta Saturn V używana w programie Apollo w wersji trójstopniowej posiadała udźwig 118 000 kg. Rosyjska rakieta Energia w najcięższej wersji miała teoretycznie możliwość dostarczenia na orbitę ładunku 175 000 kg. Najcięższa dostępna obecnie rakieta, Falcon Heavy, ma udźwig 63 800 kg. Ważną zaletą wahadłowców była możliwość sprowadzenia na Ziemię dużych ładunków (np. w celu naprawy). Obecne środki transportu pozwalają jedynie na sprowadzanie małych ładunków.

### Koszty
Całkowity koszt programu wahadłowców wyniósł do 2005 roku 145 mld dolarów. W budżecie na rok 2005 koszty zarezerwowane na loty promów kosmicznych wyniosły 5 mld dolarów, co stanowiło 30% całkowitej sumy jaką dysponowało NASA.
Jeden lot promu kosztował około 1,3 mld dolarów (średnia dla całego programu; 750 mln dolarów, gdy uwzględnia się tylko ostatnie 5 lat). Dla porównania koszt projektu MER, wraz z budową, wystrzeleniem i 90-dniową misją pierwotną obu łazików, wyniósł 820 mln dolarów. Wystrzelenie ciężkiej rakiety Tytan IV w konfiguracji zdolnej do wyniesienia 21 680 kg wynosi do 350 mln dolarów. Jednak wliczanie kosztów rozwoju rakiety do kosztów pojedynczego lotu nie jest na ogół stosowane. Koszty rozwoju są zwykle pokrywane ze środków publicznych i przy usługach komercyjnych agencje kosmiczne nie wymagają od klientów pokrywania części kosztów rozwoju. Rzeczywiście komercyjne zasady stosuje obecnie jedynie kilka firm prywatnych (np. SpaceX). Licząc jedynie koszty traconego zbiornika jednorazowego użytku (ok. 60 mln USD) i paliwa do rakiet (ok. 2 mln USD), prom kosmiczny byłby jednym z najtańszych środków lotu na orbitę, porównywalnym z rakietą Falcon 9. Niestety, ogromne obciążenia były związane z utrzymaniem infrastruktury i utrzymaniem standardów typowych dla lotów załogowych.

### Niezawodność
Spośród 135 wykonanych lotów dwa zakończyły się katastrofą, co stanowi 1,48% wszystkich lotów.
Pozostałe 133 loty (98,52%) udały się i zakończyły się sukcesem.
28 stycznia 1986 roku miała miejsce katastrofa promu Challenger podczas misji STS-51-L oraz 1 lutego 2003 roku katastrofa promu Columbia podczas misji STS-107. W obu wypadkach zginęło po siedmioro astronautów.

## Misje

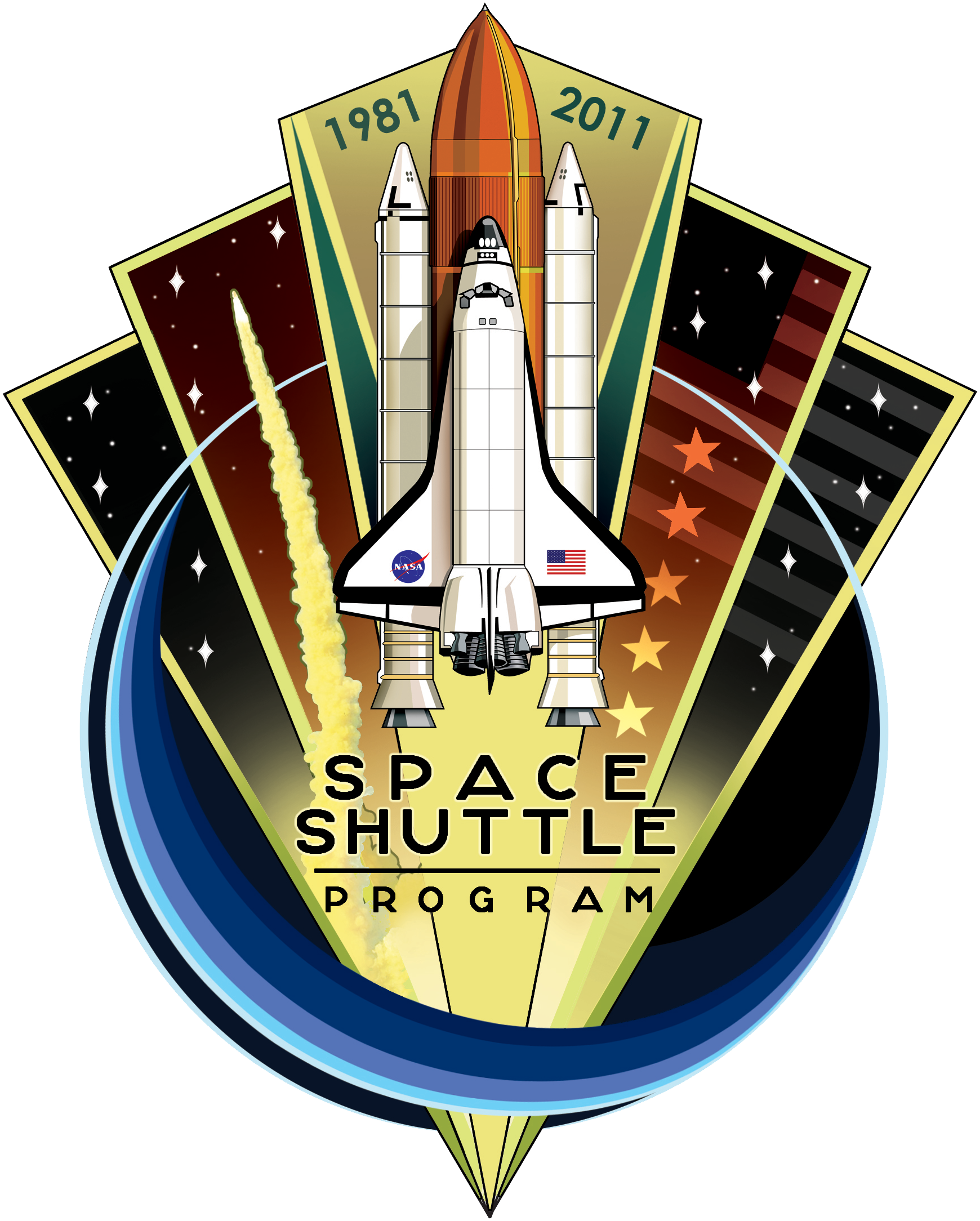
Pamiątkowe logo programu STS

Misje wahadłowców: wynoszenie satelitów na niskie orbity okołoziemskie (Low Earth Orbit – LEO), sprowadzanie na Ziemię zużytych elementów urządzeń orbitalnych, naprawa satelitów, eksperymenty naukowe i biomedyczne, obserwacje Ziemi, obserwacje astronomiczne, misje militarne, transport modułów służących do budowy stacji kosmicznej ISS, wymiana załóg i dostarczanie zapasów do stacji kosmicznych (Mir, ISS).

### Misje na LEO
- Jednym z najbardziej spektakularnych osiągnięć programu promów kosmicznych było pięć misji naprawczych Kosmicznego Teleskopu Hubble’a.
- Budowa Międzynarodowej Stacji Kosmicznej (ISS): konstrukcja i zaopatrzenie stacji wymagało 37 lotów wahadłowców[1].
- Misje do stacji Mir.
- Eksperymenty i doświadczenia naukowe na pokładzie promu.

### Wynoszenie ładunku na wyższe orbity oraz na trajektorie międzyplanetarne
Wynoszenie ładunków na wyższe od LEO orbity odbywało się przy pomocy dodatkowego członu rakietowego połączonego w zespół z ładunkiem, który znajdował się w ładowni pojazdu. Początkowo planowano używanie członu rakietowego na paliwo płynne, Centaur, który został specjalnie zaprojektowany i zbudowany z myślą o używaniu go w promach kosmicznych. Po katastrofie Challengera zrezygnowano jednak z pomysłu, a Centaur nie został nigdy użyty w misji wahadłowców (obecnie stanowi dodatkowy człon rakiety Titan i Atlas). Wobec powyższego wszystkie ładunki wynoszone na wyższe orbity lub kierowane na trajektorie międzyplanetarne, korzystały z tzw. Payload Assist Module (PAM-D) lub z Inercyjnego Górnego Stopnia (Inertial Upper Stage (IUS)).

#### Ładunki wynoszone na wyższe orbity okołoziemskie
- teleskop kosmiczny Chandra
- Satelity Śledzenia i Przekazywania Danych (Tracking and Data Relay Satellite System), które uzupełniają sieć anten naziemnych służących do komunikacji z misjami załogowymi
- Satelity Departamentu Obrony Stanów Zjednoczonych

#### Ładunki wynoszone na trajektorie międzyplanetarne
- Sonda Galileo
- Sonda Magellan
- Sonda Ulysses

## Przyszłość
Lot wahadłowca Atlantis STS-135 do ISS był ostatnią misją całego programu lotów wahadłowców. Dostarczaniem aparatury naukowej do ISS zajęły się pojazdy: rosyjski Progress, europejski ATV, japoński HTV, jak również pojazdy amerykańskiego programu komercyjnych misji dostawczych COTS – Dragon i Cygnus. Elementy badań oraz załogę stacji wymienia rosyjski Sojuz (który może przewieźć maksymalnie trzy osoby). Przewidywaną alternatywą dla Sojuzów miał być projektowany przez NASA statek Orion. Po przeprowadzeniu przez administrację prezydenta Obamy rewizji polityki podboju kosmosu, projekt ten w pierwotnej formie został skasowany (pod nazwą Multi-Purpose Crew Vehicle rozwijany jest jednak jako statek zdolny do załogowych lotów poza orbitę okołoziemską). Do lotów na ISS będą wykorzystywane pojazdy wyłonione w ramach programu Commercial Crew – Crew Dragon firmy SpaceX oraz Starliner produkowany przez firmę Boeing, ich  bezzałogowe próbne loty na stację odbyły się w 2019 roku, a pierwszy załogowy lot statku Dragon w 2020 roku.